# Katastrofa lotu Pakistan International Airlines 688
Katastrofa lotu Pakistan International Airlines 688 – katastrofa lotnicza, do której doszło 10 lipca 2006 roku w mieście Multan w Pakistanie. W wyniku katastrofy Fokker F27, należącego do linii Pakistan International Airlines, śmierć poniosło 45 osób (41 pasażerów i 4 członków załogi) – wszyscy na pokładzie.

## Przebieg lotu
Samolot Fokker F27 (nr rej. AP-BAL) odbywał lot z Multan do Lahaur. Maszyna wystartowała z lotniska Muhammad Bin Qasim International Airport w Multan tuż przed godziną 12. Zaledwie dwie minuty po starcie, załoga Fokkera zgłosiła pożar prawego silnika. Kilkanaście sekund później, kontrola lotów utraciła wszelki kontakt z samolotem. Fokker zawadził o przewody wysokiego napięcia, a następnie rozbił się na polu pszenicy. Spośród 45 osób znajdujących się na pokładzie, nikt nie przeżył katastrofy.

## Przyczyny katastrofy
Śledczy badający katastrofę ustalili, że jej przyczyną była awaria prawego silnika Fokkera, która wywołała pożar oraz spowodowała utratę siły nośnej samolotu. Po katastrofie, linie lotnicze Pakistan International Airlines wycofały ze służby wszystkie należące do nich samoloty typu Fokker oraz podjęły decyzję o zastąpieniu ich samolotami typu ATR 42.

## Powiązania
Katastrofa ta była największą katastrofą lotniczą samolotu cywilnego, pod względem liczby ofiar w Pakistanie do czasu katastrofy lotu Airblue 202, do której doszło w 28 lipca 2010 roku. Wówczas w katastrofie Airbusa A321-231, należącego do linii lotniczych Airblue, śmierć poniosły 152 osoby.